# Frank Wanlass
Frank Wanlass (17 mei 1933 – 9 september 2010) was een Amerikaans elektrotechnicus. Hij is de uitvinder van de Complementary Metal Oxide Semiconductor (CMOS), de meest gebruikte halfgeleidertechnologie in moderne microchips.

## Biografie
Na zijn promovering in 1962 aan de universiteit van Utah ging Wanlass naar Fairchild Semiconductor. Een jaar later vond hij daar de CMOS-techniek uit, waar hij in 1967 octrooi op verkreeg. Vergeleken met bipolaire transistors resulteerde zijn CMOS-techniek in een significant lager energieverbruik (in zijn toenmalige demonstratie zes keer minder). Hiermee legde hij de basis voor de meeste van de latere transistortoepassingen in geïntegreerde schakelingen. (Als eerste in digitale horloges).
Later, nadat hij in 1964 Fairchild had verlaten, was Wanlass betrokken bij de oprichting van diverse IT-bedrijven, waaronder Four Phase, Zytrex en Standard Microsystems. In 1991 werd voor zijn uitvinding onderscheiden met de IEEE Solid-State Circuits Award en in 2009 werd hij opgenomen in National Inventors Hall of Fame.